# Розширення спектра
Розширення спектра (англ. Spread Spectrum) — один із способів підвищення ефективності передачі інформації за допомогою модульованих сигналів через канал з сильними лінійними спотвореннями (згасаннями). Розширення спектра приводить до збільшення бази сигналу.
В існуючих системах для цієї мети використовуються три методи:
- псевдовипадкове перестроювання робочої частоти (англ. FHSS — Frequency Hopping Spread Spectrum). Суть методу полягає в періодичній стрибкоподібній зміні частоти опорного сигналу за певним алгоритмом, відомим приймачу і передавачу. Перевага методу — простота реалізації, недолік — затримка в потоці даних при кожному стрибку. Метод використовується в Bluetooth; GSM;
- розширення спектра методом прямої послідовності (англ. DSSS — Direct Sequence Spread Spectrum). Метод за ефективністю перевершує FHSS, але складніший для реалізації. Суть методу полягає в підвищенні тактової частоти модуляції, при цьому кожному символу переданого повідомлення ставиться у відповідність деяка досить довга псевдовипадкова послідовність. Метод використовується в таких системах як CDMA і системах стандарту IEEE 802.11;
- розширення спектра методом лінійної частотної модуляції (ЛЧМ) (англ. CSS — Chirp Spread Spectrum). Суть методу полягає в перебудові частоти-носія за лінійним законом. Метод використовується в радіолокації і в деяких радіомодемах.

У ряді систем зменшення потужностей побічного електромагнітного випромінювання можуть застосовуватися подібні технології — Spread-spectrum clock generation (SSCG) — у яких частота тактового генератора високочастотних синхронних схем постійно змінюється не більше 30-250 кГц (наприклад, в SATA, DisplayPort).